# Eudorylas monegrensis
Eudorylas monegrensis är en tvåvingeart som beskrevs av De Meyer 1997. Eudorylas monegrensis ingår i släktet Eudorylas och familjen ögonflugor. Inga underarter finns listade i Catalogue of Life.